# Руђевица

  је биљка која је распрострањена у арктичким и алпским предјелима Евроазије и Северне Америке. У свим крајевима бивше Југославије је веома ријетка врста, те би је као глацијално реликтну било неопходно заштити. 

## Опис
Стабло руђевице је усправно или уздигнуто, такође се слабо грана или је без грана. Подземни део је покривен остацима одумрлих листова, гранат и задебљао. Листови су само у розети, која може бити богата или сиромашна листовима. Бубрежасти су и са дугим дршкама, слабо меснати и киселкастог укуса. Цват је метлица сиромашна цветовима чије су дршке два пута дуже од цветова, танке и при основи коленасте. Цветови су једнополни или двополни, са зеленим омотачем чији су прилегли унутрашњи листови два пута дужи од посувраћених спољашњих. Прашника има шест, а стубића два. Плод је орашица, оивичена цијелим или назубљемим, у каснијој фази развића – црвеним крилом. 

## Уопштено
У Алпама се ова врста претежно јавља на силикатним сипарима алпинског и субалпинског појаса, док се на Динаридима може срести на кречњацима и улази у састав заједница ендемичног југоисточног реда кречњачких сипара. Динарске популације се не само еколошки већ и морфолошки разликују, те их је неопходно боље проучити и упоредити са силикатним популацијама Алпа и других европских масива. Средње годишње температуре на стаништима руђевице варирају између 0°C и 2°C, апсолутне минималне се спуштају на -40°C, а максималне најчешће не прелазе 20°C. Добро подноси и физиолошку сушу док физичкка сиша на њеним стаништима, иако живи на сипарима, не долази до изражаја, због северних експозиција које редовно посједа на Динаридима, те због високе влаге ваздуха и сирозема. Богата је витамином Ц и неким другим корисним супстанцима, али се, због мале бројности популација и мале продукције биомасе, не може користити у већој мјери нити као јестива нити као јестива нити као љековита биљка. 

## Етимологија
Назив рода Oxyrira потече од грчке речи oxys (оштар), због садржаја оксалне киселине која даје изразит кисели укус. Име врсте dgzna потиче од грчке речи dis (двапут) и gune (жена), због два тучка. На страним језицима називи су (енгл. mountain sorrel, Alpine sorrel),,,, (словен. alpski kislec).